# Kungaböckerna
Konungaböckerna (lat. Regum (libri), "konungarnas böcker"), den 1:a och den 2:a, två av de s.k. historiska böckerna i Gamla Testamentet.
Ursprungligen har de utgjort ett helt, men i Septuaginta den Alexandrinska översättningen är de delade och kallas 3:e och 4:e Konungaböckerna (medan första Samuelsboken och andra Samuelsboken kallas 1:a och 2:a Kon.). De behandlar det israelitiska folkets historia från den tidpunkt, där Samuelsböckerna slutar, nämligen Davids sista levnadsår, till Jerusalems förstöring genom Nebukadnessar II (586 f.Kr.). Huvudmoment i framställningen är Salomos regering, rikets delning (933), det överhandtagande fördärvet i rikena Juda och Israel, vilket förgäves motarbetades av profeter sådana som Elia och Elisa, samt de på grund därav över bägge rikena inbrytande straffdomarna. Till sist omnämns Jojakins befrielse ur fängelset (561). 
Sannolikt är böckerna författade av någon i exilen levande jude. Traditionen nämner Jeremia eller Esra som författare, men för ingendera kan några bevis anföras. Författaren har använt åtskilliga källor, såsom "Juda konungars krönika" (1 Kon. 14:29), "Israels konungars krönika" (14:19) och "Salomos krönika" (11:41).